# Portrait des sœurs Friderike et Betty Bloem
Le Portrait des sœurs Friderike et Betty Bloem est un tableau réalisé en 1841 par le peintre allemand Johann Richard Seel. De format vertical, cette huile sur toile est le double portrait des sœurs Friderike et Betty Bloem, respectivement nées en 1823 et 1824. Les jeunes femmes y figurent dans une loggia fleurie, l'une assise en bleu au premier plan à gauche, l'autre debout en rouge derrière elle à droite. L'œuvre est conservée depuis 2024 au musée du Louvre, à Paris, en France. Elle a été achetée auprès de la galerie d'art 19C, basée à Westlake, au Texas, dans le Sud des États-Unis.